# Dijeceza Afrika
Dijeceza Afrika (lat.: Dioecesis Africae) je bila dijeceza kasnog Rimskog Carstva. Obuhvaćala je provincije u sjevernoj Africi osim provincije Mauretanije Tingitane. Sjedište joj je bilo u Kartagi, a bila je podređena prefekturi pretora Italije.
Obuhvaćala je provincije imena Africa Proconsularis (također znanu i kao Zeugitana), Byzacena, Mauretania Sitifensis, Mauretania Caesariensis, Numidija i Tripolitanija. 
Dijeceza je postojala od 314., od vremena Dioklecijana i Konstantinovih reforma zadnjih godina 3. stoljeća sve dok ju nisu pregazili Vandali koji su se ondje pojavili 429. i opljačkali Kartagu 432. Provincije su držali Vandali u svojem kraljevstvu, a nakon što ih je Istočno Rimsko Carstvo porazilo i ponovno zauzelo Afriku, nanovo ih se grupiralo, ovog puta kao prefektura pretora Afrike.